# Tourne (ruisseau)
Pour les articles homonymes, voir Tourne.
La Tourne est un ruisseau du département français de l'Ardèche, en région Auvergne-Rhône-Alpes, affluent droit du Rhône.
Deux sources alimentant le ruisseau sont connues pour être un lieu de record de profondeur en plongée souterraine.

## Géographie

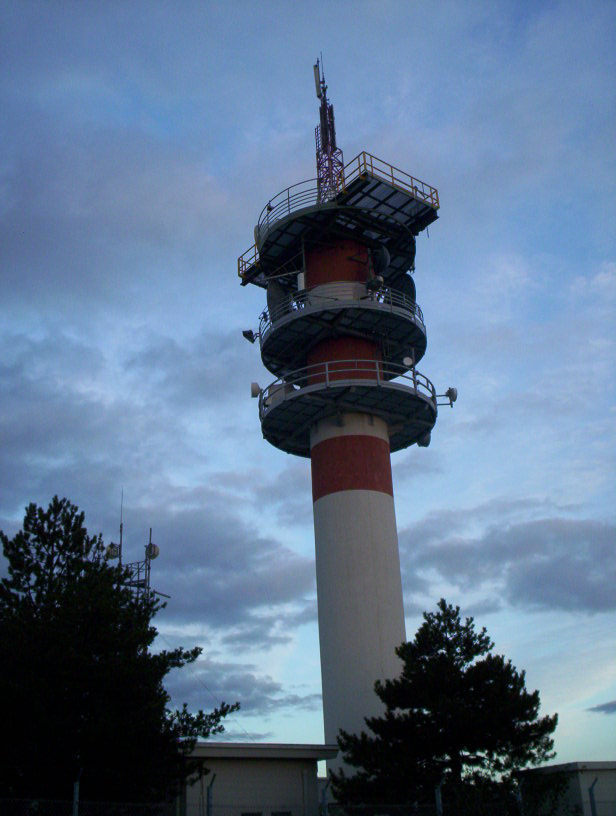
Émetteur de Saint-Remèze à 200 m de la source

Long de 6,1 km, le ruisseau de Tourne prend sa source à 395 m d'altitude au quartier de Laoul, sous l'antenne de télécommunications, sur la commune de Bourg-Saint-Andéol; Il s'appelle aussi dans cette partie et sur l'essentiel de son parcours le ruisseau de Sardagne. Le ruisseau descend vers le sud-est dans un maquis, puis passe dans Bourg-Saint-Andéol, au sud du centre-ville avant de se jeter dans le Rhône, en rive droite.

### Communes traversées
Le ruisseau de Tourne prend sa source en Ardèche, sur la commune de Bourg-Saint-Andéol et la totalité de son lit se trouve sur cette commune. Seule la confluence se situe à la limite entre Bourg-Saint-Andéol et Pierrelatte, dans le département de la Drôme (le Rhône marque la limite entre les deux départements),.
En termes de cantons, La Tourne ou le ruisseau de Sardagne prend source et conflue dans le même canton de Bourg-Saint-Andéol, dans l'arrondissement de Privas.

## Hydrologie
Le ruisseau de Tourne a fait l'objet de mesures hydrologiques de 1983 à 1987 à proximité du pont sous la voie ferrée. Ces données confirment le régime pluvial cévenol de ce ruisseau, avec en 1985 un débit annuel de 0,041 m3/s, et un débit maximal de 2,33 m3/s le 6 mars 1985.

### Affluents
Le ruisseau de Tourne ne possède aucun affluent référencé.
Son rang de Strahler est donc de un. Néanmoins Géoportail trouve quelques ruisseaux affluents tel la Font de Beaume (rd) et le Goul de la Tannerie (rd).

## Histoire

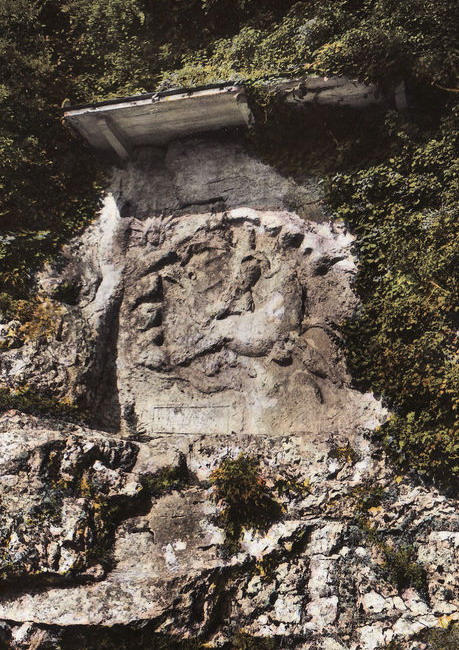
Bas-relief Mithra (MH) à Bourg-Saint-Andéol.

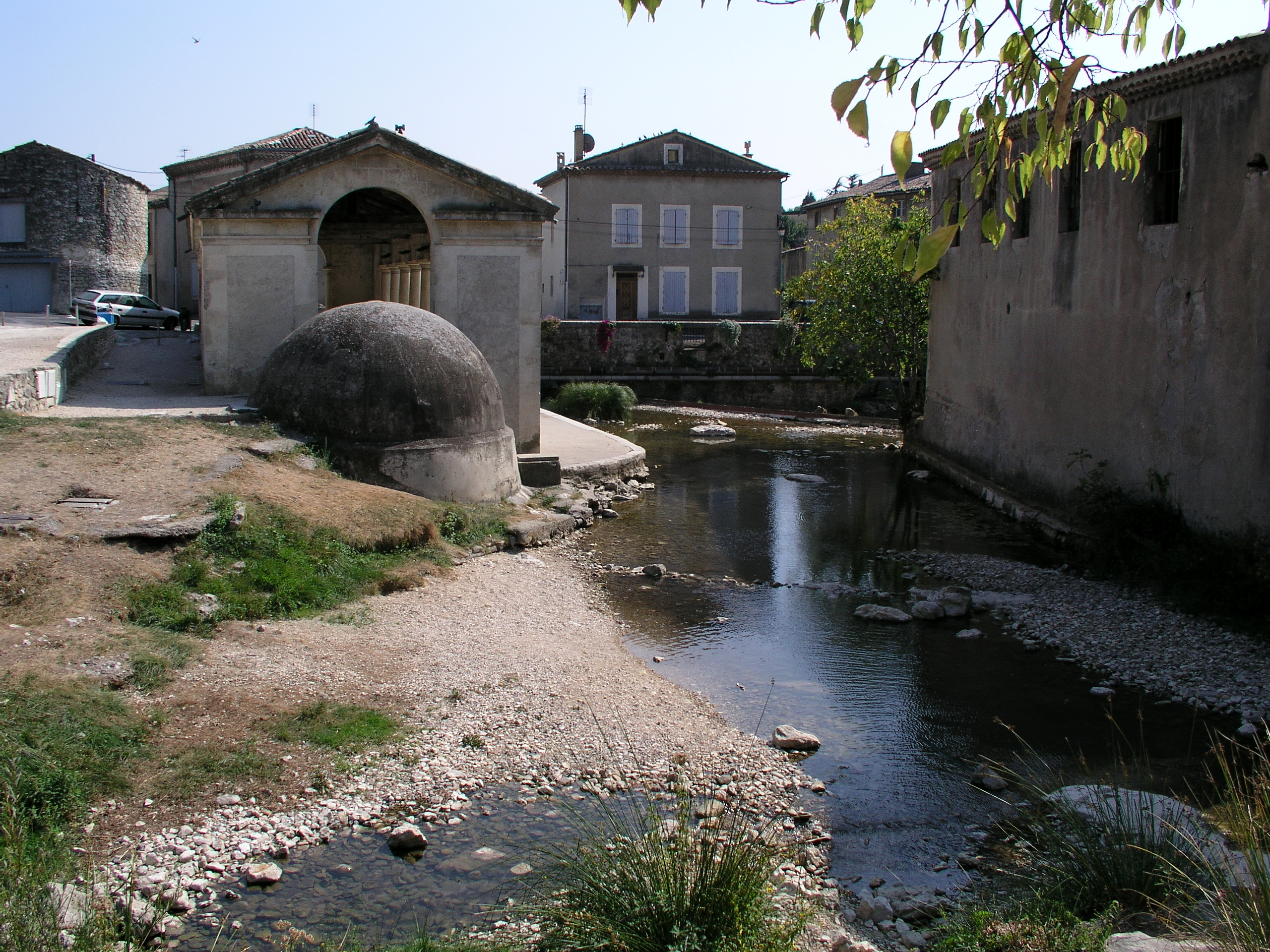
Lavoir de Tourne à Bourg-Saint-Andéol.

Deux affluents mineurs du ruisseau sont des fontaines vauclusiennes qui alimentent le lavoir de Tourne. Elles avaient, selon les superstitions du Moyen-Âge, la faculté de guérir la lèpre. Le lieu a été classé site pittoresque en 1934. Un bas-relief dédié à Mithra est visible dans le val.

## Spéléologie

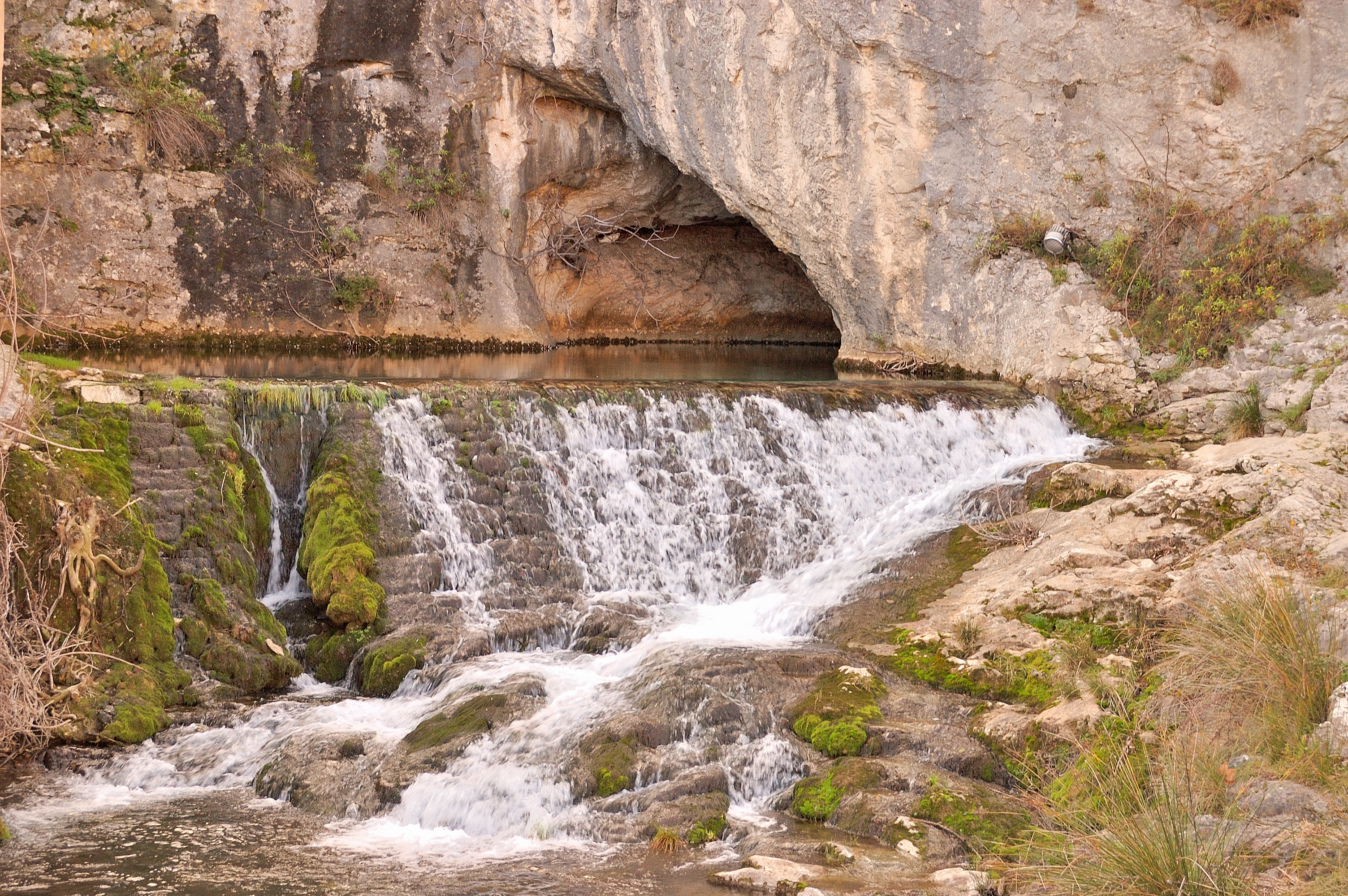
Goul de la Tannerie.

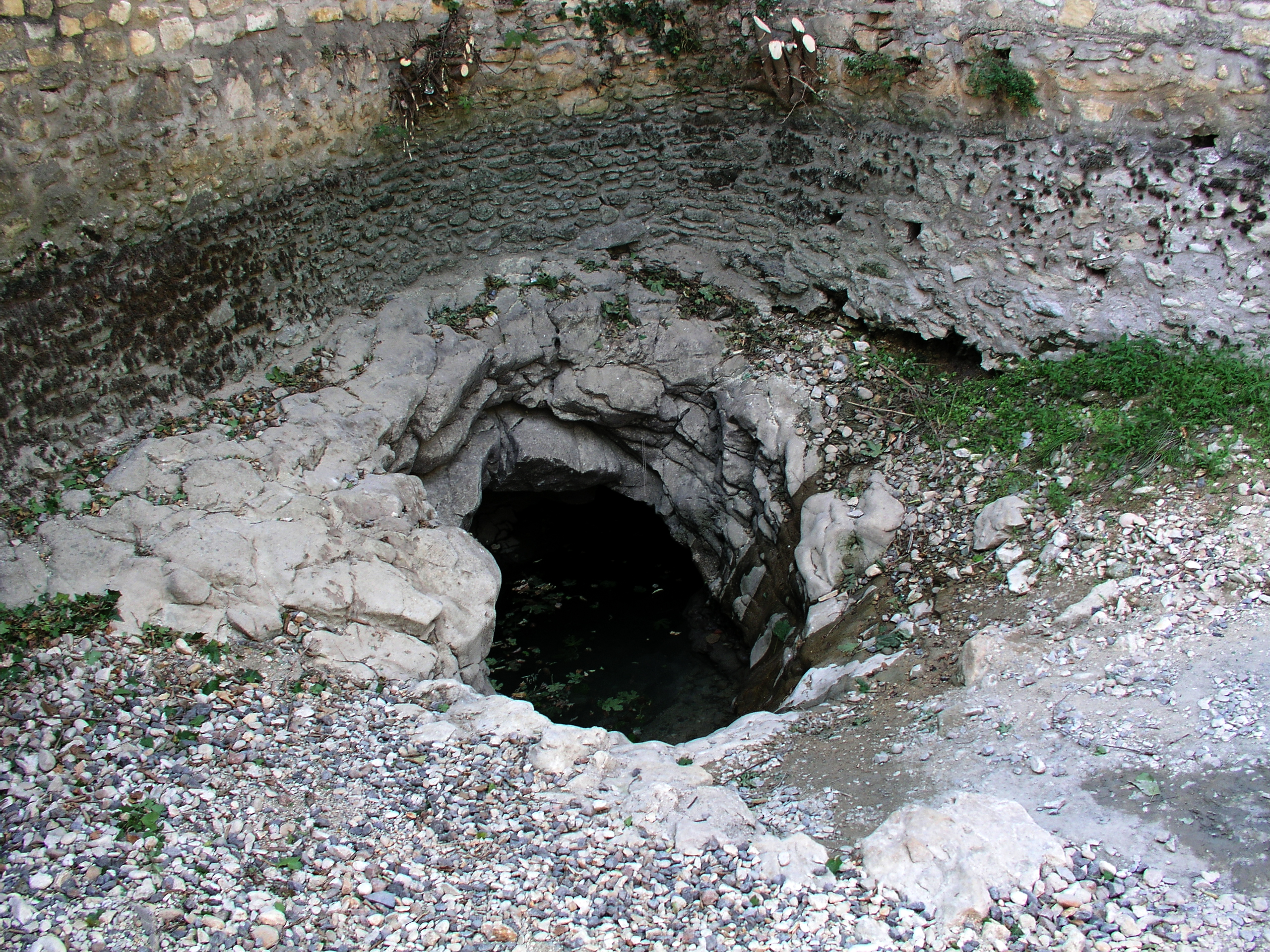
Goul du Pont.

Les deux sources vauclusiennes du vallon de Tourne sont des points de départ pour des activités spéléologiques, il s'agit du goul de la Tannerie (ou Petit goul) et du goul du Pont (ou Grand goul). Ce réseau karstique est important au point où les limites n'ont toujours pas été atteintes, et des records européens de plongée souterraine ont été établis dans ces « gouls ». En 2014, Xavier Meniscus a atteint la profondeur de 240 m.